# Li Shuxian
Li Shuxian (Chinees: 李淑賢; Pinyin: Lĭ Shūxían) (4 september 1924 – Hangzhou, 9 juni 1997) was de vijfde en laatste vrouw van Aisin Gioro Puyi, de laatste keizer van de Qing-dynastie in China.
Li was een Han-Chinese en voormalig ziekenhuismedewerker. In 1959, na vijftien jaar gevangenschap werd Puyi vrijgelaten en in 1962 werd hij door een vriend voorgesteld aan Shuxian. Zij huwden hetzelfde jaar. Na Pu Yi's  dood kreeg zij de juridische eigendom over zijn autobiografie. Later werd ze rijk door de publicatie van haar eigen memoires over Pu Yi's laatste jaren. Met toestemming van de regering verplaatste ze de as van haar man van de Babaoshan Revolutionaire Begraafplaats naar de Keizerlijke Qinggraven. Op 72-jarige leeftijd stierf zij aan longkanker, in haar testament verzocht zij samen met haar man en diens concubine Yuling begraven te worden, tot nu toe is deze wens niet gerealiseerd.